# Comuna Slobozia Mândra, Teleorman
Slobozia Mândra este o comună în județul Teleorman, Muntenia, România, formată numai din satul de reședință cu același nume.

## Toponimie
Legenda despre denumirea localității spune că acesta provine de la un boier care și-a slobozit țăranii- "sloboziții mei" (Slobozia) și "Mândra" de la o cârciumăreasa foarte mândră, dar urâtă. Se mai spune despre această localitate că ar exista de pe la 800 d.h., și că localnicii acestei comune au avut întotdeauna un spirit revoluționar (la Răscoala din 1907 au fost înregistrate evenimente tragice, mărturie este monumentul din curtea Căminului Cultural). Aici s-au născut oameni de marcă precum general de brigadă Ioan Bunoaica.

## Demografie
Componența etnică a comunei Slobozia Mândra
     Români (93,45%)
     Alte etnii (6,55%)
Componența confesională a comunei Slobozia Mândra
     Ortodocși (93,23%)
     Alte religii (0,22%)
     Necunoscută (6,55%)
Conform recensământului efectuat în 2021, populația comunei Slobozia Mândra se ridică la 1.358 de locuitori, în scădere față de recensământul anterior din 2011, când fuseseră înregistrați 1.819 locuitori. Majoritatea locuitorilor sunt români (93,45%). Din punct de vedere confesional, majoritatea locuitorilor sunt ortodocși (93,23%), iar pentru 6,55% nu se cunoaște apartenența confesională.

## Istorie
La sfârșitul secolului al XIX-lea, comuna făcea parte din plasa Călmățuiul al județului Teleorman și era alcătuită, ca și acum, doar din satul Slobozia-Mândra, cu o populație de 1772 de locuitori. În comună exista o școală și o biserică.
Anuarul Socec din 1925 consemnează comuna în plasa Turnu Măgurele a aceluiași județ având o populație de 2338 de locuitori.
În anul 1950, comunele au trecut în administrația raionului Turnu Măgurele al regiunii Teleorman, raion care, doi ani mai târziu, a fost inclus în regiunea București. 
În anul 1968, comuna a trecut la județul Teleorman, având actuala structură.

## Politică și administrație
Comuna Slobozia Mândra este administrată de un primar și un consiliu local compus din 9 consilieri. Primarul, Marinel Ștefan[*], de la Partidul Social Democrat, este în funcție din 2004. Începând cu alegerile locale din 2024, consiliul local are următoarea componență pe partide politice:
|  | Partid                   | Consilieri | Componența Consiliului | Componența Consiliului | Componența Consiliului | Componența Consiliului | Componența Consiliului | Componența Consiliului | Componența Consiliului | Componența Consiliului |
|  | ------------------------ | ---------- | ---------------------- | ---------------------- | ---------------------- | ---------------------- | ---------------------- | ---------------------- | ---------------------- | ---------------------- |
|  | Partidul Social Democrat | 8          |                        |                        |                        |                        |                        |                        |                        |                        |
|  | Partidul Patrioților     | 1          |                        |                        |                        |                        |                        |                        |                        |                        |

## Personalități născute aici
- Ion Bunoaica (1948 - 1995), general, fost comandant al Jandarmeriei Române.
- Ioan Geampalia (1954 - 2017), general de brigada in cadrul Statului Major General al Armatei României.